# جورج فيرييه
جورج فيرييه (بالفرنسية: Georges Verriest)‏ (15 يوليو 1909 - 11 يوليو 1985) لاعب كرة قدم فرنسي راحل كان يجيد اللعب في خط الوسط.
لعب طوال مسيرته الرياضية في نادي روبيه.
مثل منتخب فرنسا في 14 مباراة مسجلا هدف واحد (1933-1936). شارك مع منتخب فرنسا في بطولة كأس العالم 1934 في إيطاليا حيث خرج من الدور الثمن النهائي.

## وصلات خارجية
- جورج فيرييه على موقع الاتحاد الدولي (مؤرشف)  (الإنجليزية)
- جورج فيرييه على موقع قاعدة بيانات كرة القدم.إي يو (الإنجليزية)
- جورج فيرييه على موقع ناشيونال فوتبول تيمز (الإنجليزية)
- سيرة ذاتية